# Championnats du monde de ski alpin handisport 2023
Navigation
Lillehammer 2022 2025
Les championnats du monde de ski alpin handisport 2023 ont eu lieu du 20 au 29 janvier 2023 à Espot en Espagne.
Les athlètes se divisent en trois catégories : malvoyants, debout, assis. Ces catégories comportent des sous-catégories selon le degré de handicap des athlètes.
Cinq épreuves sont au programme :
- Descente
- Super G
- Slalom Géant
- Slalom
- Super Combiné (Super G + Slalom)

## Tableaux des médailles

### Tableau des médailles par épreuve
| Catégories | Épreuves      | Or                                         | Argent                                     | Bronze                                     |
| ---------- | ------------- | ------------------------------------------ | ------------------------------------------ | ------------------------------------------ |
| Hommes     |               |                                            |                                            |                                            |
| Assis      | Descente      | Jesper Pedersen                            | Taiki Morii                                | Jeroen Kampschreur                         |
| Assis      | Super G       | Taiki Morii                                | Jeroen Kampschreur                         | Jesper Pedersen                            |
| Assis      | Slalom Géant  | Jesper Pedersen                            | Jeroen Kampschreur                         | Niels de Langen                            |
| Assis      | Slalom        | Jesper Pedersen                            | René de Silvestro                          | Taiki Morii                                |
| Assis      | Combiné alpin | Jesper Pedersen                            | René de Silvestro                          | Jeroen Kampschreur                         |
|            |               |                                            |                                            |                                            |
| Debout     | Descente      | Markus Salcher                             | Robin Cuche                                | Alexis Guimond                             |
| Debout     | Super G       | Markus Salcher                             | Robin Cuche                                | Arthur Bauchet                             |
| Debout     | Slalom Géant  | Arthur Bauchet                             | Théo Gmür                                  | Federico Pelizzari                         |
| Debout     | Slalom        | Arthur Bauchet                             | Jordan Broisin                             | Oscar Burnham                              |
| Debout     | Combiné alpin | Arthur Bauchet                             | Robin Cuche                                | Aaron Lindström                            |
|            |               |                                            |                                            |                                            |
| Malvoyant  | Descente      | Johannes Aigner Guide : Matteo Fleischmann | Hyacinthe Deleplace Guide : Roy Piccard    | Michael Scharnagl Guide : Florian Erharter |
| Malvoyant  | Super G       | Neil Simpson Guide : Rob Poth              | Johannes Aigner Guide : Matteo Fleischmann | Giacomo Bertagnolli Guide : Andrea Ravelli |
| Malvoyant  | Slalom Géant  | Giacomo Bertagnolli Guide : Andrea Ravelli | Johannes Aigner Guide : Matteo Fleischmann | Neil Simpson Guide : Rob Poth              |
| Malvoyant  | Slalom        | Giacomo Bertagnolli Guide : Andrea Ravelli | Johannes Aigner Guide : Matteo Fleischmann | Mingyu Hwang Guide : Sanghyun Jung         |
| Malvoyant  | Combiné alpin | Johannes Aigner Guide : Matteo Fleischmann | Giacomo Bertagnolli Guide : Andrea Ravelli | Michał Gołaś Guide : Kacper Walas          |
| Femmes     |               |                                            |                                            |                                            |
| Assise     | Descente      | Barbara van Bergen                         | Anna-Lena Forster                          | Non-décernée                               |
| Assise     | Super G       | Anna-Lena Forster                          | Laurie Stephens                            | Saylor O'Brien                             |
| Assise     | Slalom géant  | Anna-Lena Forster                          | Laurie Stephens                            | Nette Kiviranta                            |
| Assise     | Slalom        | Barbara van Bergen                         | Audrey Pascual Seco                        | Non-décernée                               |
| Assise     | Combiné alpin | Anna-Lena Forster                          | Laurie Stephens                            | Saylor O'Brien                             |
|            |               |                                            |                                            |                                            |
| Debout     | Descente      | Anna-Maria Rieder                          | Aurélie Richard                            | Frédérique Turgeon                         |
| Debout     | Super G       | Ebba Årsjö                                 | Andrea Rothfuss                            | Anna-Maria Rieder                          |
| Debout     | Slalom géant  | Ebba Årsjö                                 | Anna-Maria Rieder                          | Andrea Rothfuss                            |
| Debout     | Slalom        | Ebba Årsjö                                 | Aurélie Richard                            | Andrea Rothfuss                            |
| Debout     | Combiné alpin | Ebba Årsjö                                 | Anna-Maria Rieder                          | Aurélie Richard                            |
|            |               |                                            |                                            |                                            |
| Malvoyante | Descente      | Chiara Mazzel Guide : Fabrizio Casal       | Martina Vozza Guide : Ylenia Sabidussi     | Alexandra Rexová Guide : Eva Trajčíková    |
| Malvoyante | Super G       | Chiara Mazzel Guide : Fabrizio Casal       | Martina Vozza Guide : Ylenia Sabidussi     | Eva Nikou Guide : Dimitris Profentzas      |
| Malvoyante | Slalom géant  | Veronika Aigner Guide : Elisabeth Aigner   | Menna Fitzpatrick Guide : Katie Guest      | Barbara Aigner Guide : Klara Sykora        |
| Malvoyante | Slalom        | Veronika Aigner Guide : Elisabeth Aigner   | Barbara Aigner Guide : Klara Sykora        | Menna Fitzpatrick Guide : Katie Guest      |
| Malvoyante | Combiné alpin | Chiara Mazzel Guide : Fabrizio Casal       | Alexandra Rexová Guide : Eva Trajčíková    | Eva Nikou Guide : Dimitris Profentzas      |

### Tableau des médailles par pays
| Rang | Nation       | Or | Argent | Bronze | Total |
| ---- | ------------ | -- | ------ | ------ | ----- |
| 1er  | Autriche     | 6  | 4      | 2      | 12    |
| 2e   | Italie       | 5  | 5      | 2      | 12    |
| 3e   | Allemagne    | 4  | 4      | 3      | 11    |
| 4e   | Suède        | 4  | 0      | 1      | 5     |
| 4e   | Norvège      | 4  | 0      | 1      | 5     |
| 6e   | France       | 3  | 4      | 3      | 10    |
| 7e   | Pays-Bas     | 2  | 2      | 3      | 7     |
| 8e   | Royaume-Uni  | 1  | 1      | 2      | 4     |
| 9e   | Japon        | 1  | 1      | 1      | 3     |
| 10e  | Suisse       | 0  | 4      | 0      | 4     |
| 11e  | États-Unis   | 0  | 3      | 2      | 5     |
| 12e  | Slovaquie    | 0  | 1      | 1      | 5     |
| 13e  | Espagne      | 0  | 1      | 0      | 1     |
| 14e  | Canada       | 0  | 0      | 2      | 2     |
| 14e  | Grèce        | 0  | 0      | 2      | 2     |
| 16e  | Corée du Sud | 0  | 0      | 1      | 1     |
| 16e  | Finlande     | 0  | 0      | 1      | 1     |
| 16e  | Pologne      | 0  | 0      | 1      | 1     |

## Résultats détaillés

### Hommes

#### Assis
| Rang                      | Dossard | Athlète                  | Catégorie | Pays             | Temps   | Écart    |
| ------------------------- | ------- | ------------------------ | --------- | ---------------- | ------- | -------- |
| Médaille d'or, monde      | 48      | Jesper Pedersen          | LW11      | Norvège          | 49 s 62 | —        |
| Médaille d'argent, monde  | 49      | Taiki Morii              | LW11      | Japon            | 50 s 52 | + 0 s 90 |
| Médaille de bronze, monde | 46      | Jeroen Kampschreur       | LW12-2    | Pays-Bas         | 50 s 97 | + 1 s 35 |
| 4e                        | 47      | Kurt Oatway              | LW12-1    | Canada           | 51 s 24 | + 1 s 62 |
| 5e                        | 50      | Niels de Langen          | LW12-2    | Pays-Bas         | 51 s 70 | + 2 s 08 |
| 6e                        | 60      | René de Silvestro        | LW12-1    | Italie           | 52 s 12 | + 2 s 50 |
| 7e                        | 51      | Takeshi Suzuki           | LW12-2    | Japon            | 53 s 12 | + 3 s 50 |
| 8e                        | 54      | Nicolas Bisquertt Hudson | LW10-2    | Chili            | 53 s 84 | + 4 s 22 |
| 9e                        | 57      | Sam Tait                 | LW11      | Australie        | 54 s 94 | + 5 s 32 |
| 10e                       | 52      | Ravi Drugan              | LW12-2    | États-Unis       | 55 s 39 | + 5 s 77 |
| 11e                       | 58      | Matthew Ryan Brewer      | LW12-2    | États-Unis       | 56 s 26 | + 6 s 64 |
| 12e                       | 56      | Magnus Valø Balchen      | LW12-1    | Norvège          | 56 s 35 | + 6 s 73 |
| 13e                       | 53      | Brian Rowland            | LW11      | Canada           | 56 s 70 | + 7 s 08 |
| 14e                       | 55      | Josh Hanlon              | LW12-2    | Australie        | 56 s 72 | + 7 s 10 |
|                           | 59      | Billy Dravitzki          | LW10-2    | Nouvelle-Zélande | Abandon | Abandon  |

| Rang                      | Dossard         | Athlète                  | Catégorie        | Pays       | Temps        | Écart    |
| ------------------------- | --------------- | ------------------------ | ---------------- | ---------- | ------------ | -------- |
| Médaille d'or, monde      | 58              | Taiki Morii              | LW11             | Japon      | 56 s 98      | —        |
| Médaille d'argent, monde  | 62              | Jeroen Kampschreur       | LW12-2           | Pays-Bas   | 56 s 99      | + 0 s 1  |
| Médaille de bronze, monde | 55              | Jesper Pedersen          | LW11             | Norvège    | 57 s 34      | + 0 s 36 |
| 4e                        | 57              | René de Silvestro        | LW12-1           | Italie     | 57 s 73      | + 0 s 75 |
| 5e                        | 60              | Kurt Oatway              | LW12-1           | Canada     | 58 s 64      | + 1 s 66 |
| 6e                        | 56              | Niels de Langen          | LW12-2           | Pays-Bas   | 59 s 00      | + 2 s 02 |
| 7e                        | 66              | Nicolas Bisquertt Hudson | LW10-2           | Chili      | 59 s 49      | + 2 s 51 |
| 8e                        | 59              | Takeshi Suzuki           | LW12-2           | Japon      | 59 s 88      | + 2 s 90 |
| 9e                        | 68              | Lou Braz-Dagand          | LW10-2           | France     | 1 min 1 s 52 | + 4 s 54 |
| 10e                       | 67              | Matthew Ryan Brewer      | LW12-2           | États-Unis | 1 min 3 s 09 | + 6 s 11 |
| 11e                       | 64              | Sam Tait                 | LW11             | Australie  | 1 min 3 s 37 | + 6 s 39 |
| 12e                       | 65              | Victor Pierrel           | LW11             | France     | 1 min 4 s 13 | + 7 s 15 |
| 13e                       | 61              | Ravi Drugan              | LW12-2           | États-Unis | 1 min 6 s 46 | + 9 s 48 |
| 14e                       | 71              | Josh Hanlon              | LW12-2           | Australie  | 1 min 6 s 60 | + 9 s 62 |
| 15e                       | 70              | Magnus Valø Balchen      | LW12-1           | Norvège    | 1 min 6 s 85 | + 9 s 87 |
|                           | 63              | Brian Rowland            | LW11             | Canada     | Abandon      | Abandon  |
| 69                        | Billy Dravitzki | LW10-2                   | Nouvelle-Zélande |            | Abandon      | Abandon  |
| 72                        | Alex Slegg      | LW11                     | Royaume-Uni      |            | Abandon      | Abandon  |

| Rang                      | Dossard           | Athlète                  | Catégorie        | Pays          | 1re manche   | 1re manche  | 2e manche     | 2e manche   | Total         | Total       |
| Rang                      | Dossard           | Athlète                  | Catégorie        | Pays          | Temps        | Rang        | Temps         | Rang        | Temps         | Écart       |
| ------------------------- | ----------------- | ------------------------ | ---------------- | ------------- | ------------ | ----------- | ------------- | ----------- | ------------- | ----------- |
| Médaille d'or, monde      | 72                | Jesper Pedersen          | LW11             | Norvège       | 55 s 46      | 1er         | 58 s 58       | 2e          | 1 min 54 s 04 | —           |
| Médaille d'argent, monde  | 76                | Jeroen Kampschreur       | LW12-2           | Pays-Bas      | 56 s 33      | 2e          | 58 s 50       | 1er         | 1 min 54 s 83 | + 0 s 79    |
| Médaille de bronze, monde | 70                | Niels de Langen          | LW12-2           | Pays-Bas      | 57 s 51      | 3e          | 1 min 0 s 33  | 4e          | 1 min 57 s 84 | + 3 s 80    |
| 4e                        | 74                | Kurt Oatway              | LW12-1           | Canada        | 58 s 12      | 4e          | 1 min 0 s 46  | 5e          | 1 min 58 s 58 | + 4 s 54    |
| 5e                        | 66                | René de Silvestro        | LW12-1           | Italie        | 1 min 0 s 39 | 6e          | 1 min 0 s 18  | 3e          | 2 min 0 s 57  | + 6 s 53    |
| 6e                        | 68                | Lou Braz-Dagand          | LW10-2           | France        | 59 s 59      | 5e          | 1 min 1 s 51  | 6e          | 2 min 1 s 10  | + 7 s 06    |
| 7e                        | 73                | Takeshi Suzuki           | LW12-2           | Japon         | 1 min 0 s 57 | 8e          | 1 min 2 s 26  | 7e          | 2 min 2 s 83  | + 8 s 79    |
| 8e                        | 69                | Jernej Slivnik           | LW12-1           | Slovénie      | 1 min 0 s 40 | 7e          | 1 min 4 s 19  | 10e         | 2 min 4 s 59  | + 10 s 55   |
| 9e                        | 78                | Nicolas Bisquertt Hudson | LW10-2           | Chili         | 1 min 1 s 36 | 10e         | 1 min 3 s 39  | 9e          | 2 min 4 s 75  | + 10 s 71   |
| 10e                       | 71                | Victor Pierrel           | LW11             | France        | 1 min 1 s 72 | 11e         | 1 min 3 s 34  | 8e          | 2 min 5 s 06  | + 11 s 02   |
| 11e                       | 81                | Magnus Valø Balchen      | LW12-1           | Norvège       | 1 min 3 s 39 | 13e         | 1 min 5 s 33  | 11e         | 2 min 8 s 72  | + 14 s 68   |
| 12e                       | 67                | Ravi Drugan              | LW12-2           | États-Unis    | 1 min 3 s 37 | 12e         | 1 min 6 s 06  | 12e         | 2 min 9 s 43  | + 15 s 39   |
| 13e                       | 80                | Sam Tait                 | LW11             | Australie     | 1 min 1 s 30 | 9e          | 1 min 8 s 20  | 13e         | 2 min 9 s 50  | + 15 s 46   |
| 14e                       | 75                | Matthew Ryan Brewer      | LW12-2           | États-Unis    | 1 min 8 s 62 | 16e         | 1 min 14 s 49 | 14e         | 2 min 23 s 11 | + 29 s 07   |
|                           | 82                | Brian Rowland            | LW11             | Canada        | 1 min 6 s 66 | 15e         | Non-partant   | Non-partant | Non-partant   | Non-partant |
| 79                        | Josh Hanlon       | LW12-2                   | Australie        | 1 min 4 s 20  | 14e          | Abandon     | Abandon       | Abandon     | Abandon       |             |
| 85                        | Adam Bording Nybo | LW12-2                   | Danemark         | 1 min 8 s 88  | 17e          | Abandon     | Abandon       | Abandon     | Abandon       |             |
| 83                        | Alex Slegg        | LW11                     | Royaume-Uni      | 1 min 15 s 02 | 18e          | Disqualifié | Disqualifié   | Disqualifié | Disqualifié   |             |
| 77                        | Taiki Morii       | LW11                     | Japon            | Abandon       | Abandon      | Abandon     | Abandon       | Abandon     | Abandon       |             |
| 84                        | Billy Dravitzki   | LW10-2                   | Nouvelle-Zélande | Abandon       | Abandon      | Abandon     | Abandon       | Abandon     | Abandon       |             |

| Rang                      | Dossard             | Athlète                  | Catégorie        | Pays         | 1re manche   | 1re manche  | 2e manche    | 2e manche   | Total         | Total     |
| Rang                      | Dossard             | Athlète                  | Catégorie        | Pays         | Temps        | Rang        | Temps        | Rang        | Temps         | Écart     |
| ------------------------- | ------------------- | ------------------------ | ---------------- | ------------ | ------------ | ----------- | ------------ | ----------- | ------------- | --------- |
| Médaille d'or, monde      | 71                  | Jesper Pedersen          | LW11             | Norvège      | 50 s 36      | 1er         | 47 s 34      | 1er         | 1 min 37 s 70 | —         |
| Médaille d'argent, monde  | 70                  | René de Silvestro        | LW12-1           | Italie       | 51 s 83      | 2e          | 48 s 23      | 2e          | 1 min 40 s 06 | + 2 s 36  |
| Médaille de bronze, monde | 77                  | Taiki Morii              | LW11             | Japon        | 54 s 19      | 4e          | 50 s 23      | 3e          | 1 min 44 s 42 | + 6 s 72  |
| 4e                        | 68                  | Niels de Langen          | LW12-2           | Pays-Bas     | 54 s 56      | 5e          | 50 s 31      | 4e          | 1 min 44 s 87 | + 7 s 17  |
| 5e                        | 64                  | Takeshi Suzuki           | LW12-2           | Japon        | 53 s 83      | 3e          | 51 s 16      | 5e          | 1 min 44 s 99 | + 7 s 29  |
| 6e                        | 69                  | Josh Hanlon              | LW12-2           | Australie    | 56 s 78      | 6e          | 56 s 26      | 6e          | 1 min 53 s 05 | + 15 s 35 |
| 7e                        | 60                  | Magnus Valø Balchen      | LW12-1           | Norvège      | 59 s 45      | 8e          | 58 s 82      | 7e          | 1 min 58 s 27 | + 20 s 57 |
| 8e                        | 72                  | Nicolas Bisquertt Hudson | LW10-2           | Chili        | 1 min 3 s 02 | 10e         | 1 min 2 s 81 | 8e          | 2 min 5 s 83  | + 28 s 13 |
|                           | 62                  | Ravi Drugan              | LW12-2           | États-Unis   | 57 s 33      | 7e          | Abandon      | Abandon     | Abandon       | Abandon   |
| 61                        | Matthew Ryan Brewer | LW12-2                   | États-Unis       | 1 min 0 s 07 | 9e           |             | Abandon      | Abandon     | Abandon       | Abandon   |
| 59                        | Jeroen Kampschreur  | LW12-2                   | Pays-Bas         | Abandon      | Abandon      | Abandon     | Abandon      | Abandon     | Abandon       |           |
| 63                        | Jernej Slivnik      | LW12-1                   | Slovénie         | Abandon      | Abandon      | Abandon     | Abandon      | Abandon     | Abandon       |           |
| 65                        | Victor Pierrel      | LW11                     | France           | Abandon      | Abandon      | Abandon     | Abandon      | Abandon     | Abandon       |           |
| 67                        | Lou Braz-Dagand     | LW10-2                   | France           | Abandon      | Abandon      | Abandon     | Abandon      | Abandon     | Abandon       |           |
| 73                        | Alex Slegg          | LW11                     | Royaume-Uni      | Non-partant  | Non-partant  | Non-partant | Non-partant  | Non-partant | Non-partant   |           |
| 74                        | Billy Dravitzki     | LW10-2                   | Nouvelle-Zélande | Non-partant  | Non-partant  | Non-partant | Non-partant  | Non-partant | Non-partant   |           |

| Rang                      | Dossard                  | Athlète             | Catégorie        | Pays         | 1re manche   | 1re manche  | 2e manche    | 2e manche   | Total         | Total     |
| Rang                      | Dossard                  | Athlète             | Catégorie        | Pays         | Temps        | Rang        | Temps        | Rang        | Temps         | Écart     |
| ------------------------- | ------------------------ | ------------------- | ---------------- | ------------ | ------------ | ----------- | ------------ | ----------- | ------------- | --------- |
| Médaille d'or, monde      | 55                       | Jesper Pedersen     | LW11             | Norvège      | 54 s 40      | 1er         | 53 s 42      | 3e          | 1 min 47 s 82 | —         |
| Médaille d'argent, monde  | 53                       | René de Silvestro   | LW12-1           | Italie       | 55 s 52      | 4e          | 53 s 16      | 2e          | 1 min 48 s 68 | + 0 s 86  |
| Médaille de bronze, monde | 56                       | Jeroen Kampschreur  | LW12-2           | Pays-Bas     | 54 s 75      | 2e          | 56 s 02      | 4e          | 1 min 50 s 77 | + 2 s 95  |
| 4e                        | 68                       | Taiki Morii         | LW11             | Japon        | 55 s 11      | 3e          | 57 s 11      | 5e          | 1 min 52 s 22 | + 4 s 40  |
| 5e                        | 58                       | Victor Pierrel      | LW11             | France       | 1 min 0 s 38 | 11e         | 52 s 88      | 1re         | 1 min 53 s 26 | + 5 s 44  |
| 6e                        | 57                       | Takeshi Suzuki      | LW12-2           | Japon        | 57 s 57      | 7e          | 58 s 30      | 7e          | 1 min 55 s 87 | + 8 s 05  |
| 7e                        | 59                       | Lou Braz-Dagand     | LW10-2           | France       | 58 s 08      | 8e          | 58 s 27      | 6e          | 1 min 56 s 35 | + 8 s 53  |
| 8e                        | 64                       | Ravi Drugan         | LW12-2           | États-Unis   | 58 s 33      | 9e          | 1 min 6 s 50 | 10e         | 2 min 4 s 83  | + 17 s 01 |
| 9e                        | 62                       | Matthew Ryan Brewer | LW12-2           | États-Unis   | 1 min 1 s 21 | 12e         | 1 min 4 s 46 | 8e          | 2 min 5 s 67  | + 17 s 85 |
| 10e                       | 63                       | Magnus Valø Balchen | LW12-1           | Norvège      | 1 min 0 s 30 | 10e         | 1 min 6 s 23 | 9e          | 2 min 8 s 72  | + 14 s 68 |
|                           | 61                       | Kurt Oatway         | LW12-1           | Canada       | 56 s 35      | 5e          | Abandon      | Abandon     | Abandon       | Abandon   |
| 60                        | Nicolas Bisquertt Hudson | LW10-2              | Chili            | 56 s 77      | 6e           |             | Abandon      | Abandon     | Abandon       | Abandon   |
| 67                        | Josh Hanlon              | LW12-2              | Australie        | 1 min 1 s 89 | 13e          |             | Abandon      | Abandon     | Abandon       | Abandon   |
| 54                        | Niels de Langen          | LW12-2              | Pays-Bas         | Abandon      | Abandon      | Abandon     | Abandon      | Abandon     | Abandon       |           |
| 65                        | Sam Tait                 | LW11                | Australie        | Abandon      | Abandon      | Abandon     | Abandon      | Abandon     | Abandon       |           |
| 70                        | Billy Dravitzki          | LW10-2              | Nouvelle-Zélande | Abandon      | Abandon      | Abandon     | Abandon      | Abandon     | Abandon       |           |
| 69                        | Brian Rowland            | LW11                | Canada           | Disqualifié  | Disqualifié  | Disqualifié | Disqualifié  | Disqualifié | Disqualifié   |           |
| 66                        | Alex Slegg               | LW11                | Royaume-Uni      | Non-partant  | Non-partant  | Non-partant | Non-partant  | Non-partant | Non-partant   |           |

#### Debout
| Rang                      | Dossard | Athlète               | Catégorie | Pays       | Temps       | Écart       |
| ------------------------- | ------- | --------------------- | --------- | ---------- | ----------- | ----------- |
| Médaille d'or, monde      | 26      | Markus Salcher        | LW9-1     | Autriche   | 50 s 03     | —           |
| Médaille d'argent, monde  | 28      | Robin Cuche           | LW9-1     | Suisse     | 50 s 11     | + 0 s 08    |
| Médaille de bronze, monde | 23      | Alexis Guimond        | LW9-1     | Canada     | 51 s 07     | + 1 s 04    |
| 4e                        | 25      | Arthur Bauchet        | LW3       | France     | 51 s 13     | + 1 s 10    |
| 5e                        | 24      | Théo Gmür             | LW9-1     | Suisse     | 51 s 48     | + 1 s 45    |
| 6e                        | 31      | Federico Pelizzari    | LW6/8-2   | Italie     | 53 s 00     | + 2 s 97    |
| 7e                        | 27      | Aaron Lindström       | LW6/8-2   | Suède      | 53 s 19     | + 3 s 16    |
| 8e                        | 32      | Oscar Burnham         | LW6/8-2   | France     | 53 s 27     | + 3 s 24    |
| 9e                        | 35      | Roger Puig Davi       | LW9-2     | Andorre    | 53 s 29     | + 3 s 26    |
| 10e                       | 33      | Andrew Haraghey       | LW1       | États-Unis | 53 s 36     | + 3 s 33    |
| 11e                       | 30      | Jordan Broisin        | LW4       | France     | 53 s 45     | + 3 s 42    |
| 12e                       | 34      | Thomas Charles Walsh  | LW4       | États-Unis | 53 s 72     | + 3 s 69    |
| 13e                       | 29      | Nico Pajantschitsch   | LW6/8-2   | Autriche   | 53 s 90     | + 3 s 87    |
| 14e                       | 39      | Leander Kress         | LW2       | Allemagne  | 54 s 42     | + 4 s 39    |
| 15e                       | 43      | Christoph Glötzner    | LW2       | Allemagne  | 54 s 52     | + 4 s 49    |
| 16e                       | 38      | Jesse Keefe           | LW4       | États-Unis | 54 s 73     | + 4 s 70    |
| 17e                       | 36      | Gakuta Koike          | LW6/8-1   | Japon      | 54 s 80     | + 4 s 77    |
| 18e                       | 42      | Jules Segers          | LW9-2     | France     | 55 s 22     | + 5 s 19    |
| 19e                       | 44      | Patrick Halgren       | LW2       | États-Unis | 55 s 35     | + 5 s 32    |
| 20e                       | 40      | Kohei Takahashi       | LW9-2     | Japon      | 55 s 39     | + 5 s 36    |
| 21e                       | 37      | Arvid Skoglund        | LW6/8-2   | Suède      | 55 s 72     | + 5 s 69    |
| 22e                       | 41      | Marcus Nilsson Grasto | LW5/7-2   | Norvège    | 55 s 73     | + 5 s 70    |
|                           | 45      | Davide Bendotti       | LW2       | Italie     | Non-partant | Non-partant |

| Rang                      | Dossard | Athlète               | Catégorie | Pays       | Temps        | Écart    |
| ------------------------- | ------- | --------------------- | --------- | ---------- | ------------ | -------- |
| Médaille d'or, monde      | 36      | Markus Salcher        | LW9-1     | Autriche   | 56 s 95      | —        |
| Médaille d'argent, monde  | 31      | Robin Cuche           | LW9-1     | Suisse     | 57 s 15      | + 0 s 20 |
| Médaille de bronze, monde | 28      | Arthur Bauchet        | LW3       | France     | 57 s 74      | + 0 s 79 |
| 4e                        | 39      | Théo Gmür             | LW9-1     | Suisse     | 58 s 96      | + 2 s 01 |
| 5e                        | 41      | Alexis Guimond        | LW9-1     | Canada     | 59 s 33      | + 2 s 38 |
| 6e                        | 30      | Federico Pelizzari    | LW6/8-2   | Italie     | 1 min 0 s 20 | + 3 s 25 |
| 7e                        | 37      | Nico Pajantschitsch   | LW6/8-2   | Autriche   | 1 min 0 s 55 | + 3 s 60 |
| 8e                        | 38      | Roger Puig Davi       | LW9-2     | Andorre    | 1 min 0 s 68 | + 3 s 73 |
| 9e                        | 34      | Aaron Lindström       | LW6/8-2   | Suède      | 1 min 0 s 98 | + 4 s 03 |
| 10e                       | 33      | Thomas Charles Walsh  | LW4       | États-Unis | 1 min 1 s 29 | + 4 s 34 |
| 11e                       | 40      | Jordan Broisin        | LW4       | France     | 1 min 1 s 81 | + 4 s 86 |
| 12e                       | 42      | Thomas Grochar        | LW2       | Autriche   | 1 min 2 s 15 | + 5 s 20 |
| 12e                       | 29      | Santeri Kiiveri       | LW6/8-1   | Finlande   | 1 min 2 s 15 | + 5 s 20 |
| 14e                       | 43      | Oscar Burnham         | LW6/8-2   | France     | 1 min 2 s 23 | + 5 s 28 |
| 15e                       | 45      | Jules Segers          | LW9-2     | France     | 1 min 2 s 24 | + 5 s 29 |
| 15e                       | 35      | Thomas Pfyl           | LW9-2     | Suisse     | 1 min 2 s 24 | + 5 s 29 |
| 17e                       | 53      | Kohei Takahashi       | LW9-2     | Japon      | 1 min 2 s 75 | + 5 s 80 |
| 18e                       | 52      | Marcus Nilsson Grasto | LW5/7-2   | Norvège    | 1 min 2 s 78 | + 5 s 83 |
| 18e                       | 36      | Gakuta Koike          | LW6/8-1   | Japon      | 1 min 2 s 78 | + 5 s 83 |
| 20e                       | 46      | Jesse Keefe           | LW4       | États-Unis | 1 min 3 s 00 | + 6 s 05 |
| 21e                       | 50      | Christoph Glötzner    | LW2       | Allemagne  | 1 min 3 s 42 | + 6 s 47 |
| 22e                       | 49      | Patrick Halgren       | LW2       | États-Unis | 1 min 3 s 70 | + 6 s 75 |
| 23e                       | 47      | Leander Kress         | LW2       | Allemagne  | 1 min 3 s 82 | + 6 s 87 |
| 24e                       | 44      | Davide Bendotti       | LW2       | Italie     | 1 min 4 s 16 | + 7 s 21 |
| 25e                       | 54      | Manuel Rachbauer      | LW9-2     | Autriche   | 1 min 5 s 19 | + 8 s 24 |
| 26e                       | 51      | Arvid Skoglund        | LW6/8-2   | Suède      | 1 min 5 s 34 | + 8 s 39 |
|                           | 32      | Andrew Haraghey       | LW1       | États-Unis | Abandon      | Abandon  |

| Rang                      | Dossard         | Athlète               | Catégorie | Pays         | 1re manche   | 1re manche  | 2e manche    | 2e manche   | Total         | Total     |
| Rang                      | Dossard         | Athlète               | Catégorie | Pays         | Temps        | Rang        | Temps        | Rang        | Temps         | Écart     |
| ------------------------- | --------------- | --------------------- | --------- | ------------ | ------------ | ----------- | ------------ | ----------- | ------------- | --------- |
| Médaille d'or, monde      | 45              | Arthur Bauchet        | LW3       | France       | 57 s 21      | 3e          | 59 s 59      | 1er         | 1 min 56 s 80 | —         |
| Médaille d'argent, monde  | 43              | Théo Gmür             | LW9-1     | Suisse       | 56 s 49      | 1er         | 1 min 0 s 79 | 2e          | 1 min 57 s 28 | + 0 s 48  |
| Médaille de bronze, monde | 48              | Federico Pelizzari    | LW6/8-2   | Italie       | 57 s 04      | 2e          | 1 min 1 s 74 | 5e          | 1 min 58 s 78 | + 1 s 98  |
| 4e                        | 37              | Alexis Guimond        | LW9-1     | Canada       | 58 s 20      | 6e          | 1 min 1 s 36 | 3e          | 1 min 59 s 56 | + 2 s 76  |
| 5e                        | 41              | Markus Salcher        | LW9-1     | Autriche     | 58 s 00      | 5e          | 1 min 1 s 91 | 7e          | 1 min 59 s 91 | + 3 s 11  |
| 6e                        | 39              | Jordan Broisin        | LW4       | France       | 57 s 46      | 4e          | 1 min 2 s 66 | 11e         | 2 min 0 s 12  | + 3 s 32  |
| 7e                        | 51              | Oscar Burnham         | LW6/8-2   | France       | 58 s 66      | 7e          | 1 min 1 s 50 | 4e          | 2 min 0 s 16  | + 3 s 36  |
| 8e                        | 42              | Santeri Kiiveri       | LW6/8-1   | Finlande     | 59 s 40      | 12e         | 1 min 1 s 86 | 6e          | 2 min 1 s 26  | + 4 s 46  |
| 9e                        | 54              | Aaron Lindström       | LW6/8-2   | Suède        | 59 s 09      | 8e          | 1 min 2 s 32 | 8e          | 2 min 1 s 41  | + 4 s 61  |
| 10e                       | 49              | Jules Segers          | LW9-2     | France       | 59 s 37      | 11e         | 1 min 2 s 42 | 9e          | 2 min 1 s 79  | + 4 s 99  |
| 11e                       | 50              | Thomas Charles Walsh  | LW4       | États-Unis   | 59 s 55      | 13e         | 1 min 2 s 63 | 10e         | 2 min 2 s 18  | + 5 s 38  |
| 12e                       | 38              | Nico Pajantschitsch   | LW6/8-2   | Autriche     | 59 s 11      | 9e          | 1 min 3 s 20 | 12e         | 2 min 2 s 31  | + 5 s 51  |
| 13e                       | 59              | Gakuta Koike          | LW6/8-1   | Japon        | 1 min 1 s 09 | 19e         | 1 min 3 s 25 | 13e         | 2 min 4 s 34  | + 7 s 54  |
| 14e                       | 52              | Roger Puig Davi       | LW9-2     | Andorre      | 1 min 0 s 46 | 14e         | 1 min 4 s 20 | 16e         | 2 min 4 s 66  | + 7 s 86  |
| 15e                       | 56              | Marcus Nilsson Grasto | LW5/7-2   | Norvège      | 1 min 1 s 05 | 17e         | 1 min 3 s 65 | 14e         | 2 min 4 s 70  | + 7 s 90  |
| 16e                       | 46              | Thomas Pfyl           | LW9-2     | Suisse       | 1 min 1 s 84 | 21e         | 1 min 3 s 78 | 15e         | 2 min 5 s 62  | + 8 s 82  |
| 17e                       | 60              | Martin France         | LW9-1     | Slovaquie    | 1 min 1 s 08 | 18e         | 1 min 4 s 80 | 17e         | 2 min 5 s 88  | + 9 s 08  |
| 18e                       | 55              | Christoph Glötzner    | LW2       | Allemagne    | 1 min 0 s 91 | 16e         | 1 min 5 s 51 | 18e         | 2 min 6 s 42  | + 9 s 62  |
| 19e                       | 53              | Jesse Keefe           | LW4       | États-Unis   | 1 min 1 s 14 | 20e         | 1 min 5 s 75 | 19e         | 2 min 6 s 89  | + 10 s 09 |
| 20e                       | 58              | Davide Bendotti       | LW2       | Italie       | 1 min 2 s 41 | 22e         | 1 min 6 s 33 | 20e         | 2 min 8 s 74  | + 11 s 94 |
| 21e                       | 63              | Leander Kress         | LW2       | Allemagne    | 1 min 2 s 85 | 23e         | 1 min 8 s 05 | 21e         | 2 min 10 s 90 | + 14 s 10 |
| 22e                       | 44              | Patrick Halgren       | LW2       | États-Unis   | 1 min 3 s 09 | 24e         | 1 min 9 s 54 | 23e         | 2 min 12 s 63 | + 15 s 83 |
| 23e                       | 57              | Andrew Haraghey       | LW1       | États-Unis   | 1 min 3 s 76 | 25e         | 1 min 9 s 20 | 22e         | 2 min 12 s 96 | + 16 s 16 |
| 24e                       | 65              | Manuel Rachbauer      | LW9-2     | Autriche     | 1 min 4 s 61 | 26e         | 1 min 9 s 81 | 24e         | 2 min 14 s 42 | + 17 s 62 |
|                           | 40              | Thomas Grochar        | LW2       | Autriche     | 59 s 30      | 10e         | Abandon      | Abandon     | Abandon       | Abandon   |
| 62                        | Kohei Takahashi | LW9-2                 | Japon     | 1 min 0 s 75 | 15e          |             | Abandon      | Abandon     | Abandon       | Abandon   |
| 47                        | Robin Cuche     | LW9-1                 | Suisse    | Abandon      | Abandon      | Abandon     | Abandon      | Abandon     | Abandon       |           |
| 64                        | Arvid Skoglund  | LW6/8-2               | Suède     | Abandon      | Abandon      | Abandon     | Abandon      | Abandon     | Abandon       |           |
| 61                        | Yamato Aoki     | LW3                   | Japon     | Non-partant  | Non-partant  | Non-partant | Non-partant  | Non-partant | Non-partant   |           |

| Rang                      | Dossard            | Athlète              | Catégorie | Pays             | 1re manche   | 1re manche | 2e manche | 2e manche | Total         | Total     |
| Rang                      | Dossard            | Athlète              | Catégorie | Pays             | Temps        | Rang       | Temps     | Rang      | Temps         | Écart     |
| ------------------------- | ------------------ | -------------------- | --------- | ---------------- | ------------ | ---------- | --------- | --------- | ------------- | --------- |
| Médaille d'or, monde      | 48                 | Arthur Bauchet       | LW3       | France           | 50 s 09      | 1er        | 48 s 82   | 1er       | 1 min 38 s 91 | —         |
| Médaille d'argent, monde  | 38                 | Jordan Broisin       | LW4       | France           | 54 s 86      | 2e         | 52 s 10   | 2e        | 1 min 46 s 96 | + 8 s 05  |
| Médaille de bronze, monde | 44                 | Oscar Burnham        | LW6/8-2   | France           | 54 s 88      | 3e         | 53 s 15   | 4e        | 1 min 48 s 03 | + 9 s 12  |
| 4e                        | 45                 | Santeri Kiiveri      | LW6/8-1   | Finlande         | 55 s 45      | 4e         | 53 s 07   | 3e        | 1 min 48 s 52 | + 9 s 61  |
| 5e                        | 36                 | Thomas Charles Walsh | LW4       | États-Unis       | 55 s 68      | 5e         | 53 s 19   | 5e        | 1 min 48 s 87 | + 9 s 96  |
| 6e                        | 46                 | Jesse Keefe          | LW4       | États-Unis       | 57 s 41      | 8e         | 54 s 48   | 6e        | 1 min 51 s 89 | + 12 s 98 |
| 7e                        | 41                 | Roger Puig Davi      | LW9-2     | Andorre          | 57 s 37      | 7e         | 55 s 33   | 7e        | 1 min 52 s 70 | + 13 s 79 |
| 8e                        | 53                 | Christoph Glötzner   | LW2       | Allemagne        | 57 s 48      | 9e         | 55 s 54   | 8e        | 1 min 53 s 02 | + 14 s 11 |
| 9e                        | 43                 | Thomas Pfyl          | LW9-2     | Suisse           | 57 s 51      | 10e        | 55 s 98   | 10e       | 1 min 53 s 49 | + 14 s 58 |
| 10e                       | 52                 | Davide Bendotti      | LW2       | Italie           | 58 s 04      | 11e        | 55 s 97   | 9e        | 2 min 8 s 74  | + 11 s 94 |
| 11e                       | 55                 | Martin France        | LW9-1     | Slovaquie        | 1 min 0 s 31 | 14e        | 56 s 99   | 12e       | 1 min 57 s 30 | + 18 s 39 |
| 12e                       | 42                 | Andrew Haraghey      | LW1       | États-Unis       | 59 s 40      | 13e        | 58 s 38   | 13e       | 1 min 57 s 78 | + 18 s 87 |
| 13e                       | 51                 | Patrick Halgren      | LW2       | États-Unis       | 1 min 1 s 78 | 15e        | 56 s 95   | 11e       | 1 min 58 s 73 | + 19 s 82 |
| 14e                       | 54                 | Kohei Takahashi      | LW9-2     | Japon            | 59 s 27      | 12e        | 59 s 50   | 14e       | 1 min 58 s 77 | + 19 s 86 |
|                           | 47                 | Adam Hall            | LW1       | Nouvelle-Zélande | 57 s 35      | 6e         | Abandon   | Abandon   | Abandon       | Abandon   |
| 37                        | Jules Segers       | LW9-2                | France    | Abandon          | Abandon      | Abandon    | Abandon   | Abandon   | Abandon       |           |
| 39                        | Robin Cuche        | LW9-1                | Suisse    | Abandon          | Abandon      | Abandon    | Abandon   | Abandon   | Abandon       |           |
| 40                        | Aaron Lindström    | LW6/8-2              | Suède     | Abandon          | Abandon      | Abandon    | Abandon   | Abandon   | Abandon       |           |
| 49                        | Thomas Grochar     | LW2                  | Autriche  | Abandon          | Abandon      | Abandon    | Abandon   | Abandon   | Abandon       |           |
| 50                        | Federico Pelizzari | LW6/8-2              | Italie    | Abandon          | Abandon      | Abandon    | Abandon   | Abandon   | Abandon       |           |
| 56                        | Arvid Skoglund     | LW6/8-2              | Suède     | Abandon          | Abandon      | Abandon    | Abandon   | Abandon   | Abandon       |           |
| 57                        | Leander Kress      | LW2                  | Allemagne | Abandon          | Abandon      | Abandon    | Abandon   | Abandon   | Abandon       |           |
| 58                        | Manuel Rachbauer   | LW9-2                | Autriche  | Abandon          | Abandon      | Abandon    | Abandon   | Abandon   | Abandon       |           |

| Rang                      | Dossard            | Athlète               | Catégorie  | Pays        | 1re manche   | 1re manche  | 2e manche     | 2e manche   | Total         | Total     |
| Rang                      | Dossard            | Athlète               | Catégorie  | Pays        | Temps        | Rang        | Temps         | Rang        | Temps         | Écart     |
| ------------------------- | ------------------ | --------------------- | ---------- | ----------- | ------------ | ----------- | ------------- | ----------- | ------------- | --------- |
| Médaille d'or, monde      | 29                 | Arthur Bauchet        | LW3        | France      | 54 s 78      | 2e          | 53 s 15       | 1er         | 1 min 47 s 93 | —         |
| Médaille d'argent, monde  | 31                 | Robin Cuche           | LW9-1      | Suisse      | 54 s 18      | 1er         | 58 s 95       | 6e          | 1 min 53 s 13 | + 5 s 20  |
| Médaille de bronze, monde | 27                 | Aaron Lindström       | LW6/8-2    | Suède       | 57 s 52      | 11e         | 56 s 54       | 2e          | 1 min 54 s 06 | + 6 s 13  |
| 4e                        | 38                 | Thomas Charles Walsh  | LW4        | États-Unis  | 56 s 39      | 3e          | 58 s 41       | 4e          | 1 min 54 s 80 | + 6 s 87  |
| 5e                        | 39                 | Jordan Broisin        | LW4        | France      | 57 s 05      | 7e          | 58 s 64       | 5e          | 1 min 55 s 69 | + 7 s 76  |
| 6e                        | 37                 | Oscar Burnham         | LW6/8-2    | France      | 57 s 06      | 8e          | 59 s 07       | 8e          | 1 min 56 s 13 | + 8 s 20  |
| 7e                        | 34                 | Thomas Grochar        | LW2        | Autriche    | 57 s 19      | 9e          | 58 s 99       | 7e          | 1 min 56 s 18 | + 8 s 25  |
| 8e                        | 48                 | Jules Segers          | LW9-2      | France      | 58 s 35      | 13e         | 58 s 34       | 3e          | 1 min 56 s 69 | + 8 s 76  |
| 9e                        | 36                 | Santeri Kiiveri       | LW6/8-1    | Finlande    | 58 s 85      | 15e         | 59 s 60       | 9e          | 1 min 58 s 45 | + 10 s 52 |
| 10e                       | 35                 | Nico Pajantschitsch   | LW6/8-2    | Autriche    | 56 s 88      | 5e          | 1 min 1 s 87  | 13e         | 1 min 58 s 75 | + 10 s 82 |
| 11e                       | 44                 | Jesse Keefe           | LW4        | États-Unis  | 59 s 14      | 17e         | 1 min 0 s 95  | 10e         | 2 min 0 s 09  | + 12 s 16 |
| 12e                       | 28                 | Thomas Pfyl           | LW9-2      | Suisse      | 58 s 30      | 12e         | 1 min 2 s 59  | 15e         | 2 min 0 s 89  | + 12 s 96 |
| 13e                       | 49                 | Andrew Haraghey       | LW1        | États-Unis  | 58 s 90      | 16e         | 1 min 2 s 47  | 14e         | 2 min 1 s 37  | + 13 s 44 |
| 14e                       | 41                 | Arvid Skoglund        | LW6/8-2    | Suède       | 1 min 0 s 70 | 20e         | 1 min 1 s 51  | 12e         | 2 min 2 s 21  | + 14 s 28 |
| 15e                       | 33                 | Davide Bendotti       | LW2        | Italie      | 1 min 1 s 28 | 21e         | 1 min 1 s 48  | 11e         | 2 min 2 s 76  | + 14 s 83 |
| 16e                       | 43                 | Gakuta Koike          | LW6/8-1    | Japon       | 1 min 0 s 19 | 19e         | 1 min 3 s 16  | 16e         | 2 min 3 s 35  | + 15 s 42 |
| 17e                       | 45                 | Marcus Nilsson Grasto | LW5/7-2    | Norvège     | 59 s 65      | 18e         | 1 min 4 s 16  | 17e         | 2 min 3 s 81  | + 15 s 88 |
| 18e                       | 47                 | Manuel Rachbauer      | LW9-2      | Autriche    | 1 min 1 s 86 | 22e         | 1 min 8 s 42  | 18e         | 2 min 10 s 28 | + 22 s 35 |
| 19e                       | 42                 | Leander Kress         | LW2        | Allemagne   | 58 s 72      | 14e         | 1 min 19 s 82 | 19e         | 2 min 18 s 54 | + 30 s 61 |
|                           | 32                 | Federico Pelizzari    | LW6/8-2    | Italie      | 56 s 95      | 6e          | Abandon       | Abandon     | Abandon       | Abandon   |
| 30                        | Roger Puig Davi    | LW9-2                 | Andorre    | 57 s 29     | 10e          |             | Abandon       | Abandon     | Abandon       | Abandon   |
| 50                        | Alexis Guimond     | LW9-1                 | Canada     | 56 s 54     | 4e           | Non-partant | Non-partant   | Non-partant | Non-partant   |           |
| 40                        | Markus Salcher     | LW9-1                 | Autriche   | Abandon     | Abandon      | Abandon     | Abandon       | Abandon     | Abandon       |           |
| 46                        | Christoph Glötzner | LW2                   | Allemagne  | Abandon     | Abandon      | Abandon     | Abandon       | Abandon     | Abandon       |           |
| 52                        | Patrick Halgren    | LW2                   | États-Unis | Abandon     | Abandon      | Abandon     | Abandon       | Abandon     | Abandon       |           |
| 51                        | Kohei Takahashi    | LW9-2                 | Japon      | Non-partant | Non-partant  | Non-partant | Non-partant   | Non-partant | Non-partant   |           |

#### Malvoyant
| Rang                      | Dossard                              | Athlète                                    | Catégorie | Pays         | Temps       | Écart       |
| ------------------------- | ------------------------------------ | ------------------------------------------ | --------- | ------------ | ----------- | ----------- |
| Médaille d'or, monde      | 17                                   | Johannes Aigner Guide : Matteo Fleischmann | B2        | Autriche     | 48 s 38     | —           |
| Médaille d'argent, monde  | 18                                   | Hyacinthe Deleplace Guide : Roy Piccard    | B2        | France       | 48 s 84     | + 0 s 46    |
| Médaille de bronze, monde | 20                                   | Michael Scharnagl Guide : Florian Erharter | B2        | Autriche     | 50 s 31     | + 1 s 93    |
| 4e                        | 16                                   | Giacomo Bertagnolli Guide : Andrea Ravelli | B3        | Italie       | 51 s 52     | + 3 s 14    |
| 5e                        | 22                                   | Mingyu Hwang Guide : Sanghyun Jung         | B3        | Corée du Sud | 58 s 26     | + 9 s 88    |
|                           | 19                                   | Michał Gołaś Guide : Kacper Walas          | B3        | Pologne      | Non-partant | Non-partant |
| 21                        | Patrick Jensen Guide : Ethan Jackson | B2                                         | Australie |              | Non-partant | Non-partant |

| Rang                      | Dossard | Athlète                                    | Catégorie | Pays         | Temps        | Écart    |
| ------------------------- | ------- | ------------------------------------------ | --------- | ------------ | ------------ | -------- |
| Médaille d'or, monde      | 20      | Neil Simpson Guide : Rob Poth              | B3        | Royaume-Uni  | 56 s 66      | —        |
| Médaille d'argent, monde  | 22      | Johannes Aigner Guide : Matteo Fleischmann | B2        | Autriche     | 56 s 68      | + 0 s 02 |
| Médaille de bronze, monde | 21      | Giacomo Bertagnolli Guide : Andrea Ravelli | B3        | Italie       | 57 s 94      | + 1 s 28 |
| 4e                        | 19      | Hyacinthe Deleplace Guide : Roy Piccard    | B2        | France       | 59 s 24      | + 2 s 58 |
| 5e                        | 24      | Michael Scharnagl Guide : Florian Erharter | B2        | Autriche     | 1 min 0 s 54 | + 3 s 88 |
| 6e                        | 23      | Michał Gołaś Guide : Kacper Walas          | B3        | Pologne      | 1 min 1 s 21 | + 4 s 55 |
| 7e                        | 26      | Marek Kubačka Guide : Mária Zaťovičová     | B1        | Slovaquie    | 1 min 1 s 33 | + 4 s 67 |
| 8e                        | 27      | Mingyu Hwang Guide : Sanghyun Jung         | B3        | Corée du Sud | 1 min 4 s 77 | + 8 s 11 |
| 9e                        | 25      | Patrick Jensen Guide : Ethan Jackson       | B2        | Australie    | 1 min 5 s 18 | + 8 s 52 |

| Rang                      | Dossard                                 | Athlète                                    | Catégorie | Pays         | 1re manche   | 1re manche  | 2e manche    | 2e manche   | Total         | Total     |
| Rang                      | Dossard                                 | Athlète                                    | Catégorie | Pays         | Temps        | Rang        | Temps        | Rang        | Temps         | Écart     |
| ------------------------- | --------------------------------------- | ------------------------------------------ | --------- | ------------ | ------------ | ----------- | ------------ | ----------- | ------------- | --------- |
| Médaille d'or, monde      | 32                                      | Giacomo Bertagnolli Guide : Andrea Ravelli | B3        | Italie       | 53 s 99      | 2e          | 56 s 25      | 1er         | 1 min 50 s 24 | —         |
| Médaille d'argent, monde  | 28                                      | Johannes Aigner Guide : Matteo Fleischmann | B2        | Autriche     | 53 s 98      | 1er         | 57 s 31      | 2e          | 1 min 51 s 29 | + 1 s 05  |
| Médaille de bronze, monde | 33                                      | Neil Simpson Guide : Rob Poth              | B3        | Royaume-Uni  | 54 s 11      | 3e          | 57 s 41      | 3e          | 1 min 51 s 52 | + 1 s 28  |
| 4e                        | 34                                      | Michał Gołaś Guide : Kacper Walas          | B3        | Pologne      | 58 s 37      | 6e          | 1 min 0 s 03 | 4e          | 1 min 58 s 40 | + 8 s 16  |
| 5e                        | 30                                      | Michael Scharnagl Guide : Florian Erharter | B2        | Autriche     | 58 s 87      | 7e          | 1 min 4 s 40 | 5e          | 2 min 3 s 27  | + 13 s 03 |
| 6e                        | 35                                      | Mingyu Hwang Guide : Sanghyun Jung         | B3        | Corée du Sud | 1 min 2 s 13 | 6e          | 1 min 4 s 40 | 5e          | 2 min 6 s 53  | + 16 s 29 |
| 7e                        | 36                                      | Patrick Jensen Guide : Ethan Jackson       | B2        | Australie    | 1 min 7 s 98 | 9e          | 1 min 8 s 37 | 7e          | 2 min 16 s 35 | + 26 s 11 |
|                           | 31                                      | Marek Kubačka Guide : Mária Zaťovičová     | B1        | Slovaquie    | 57 s 90      | 5e          | Abandon      | Abandon     | Abandon       | Abandon   |
|                           | Hyacinthe Deleplace Guide : Roy Piccard | B2                                         | France    | 56 s 68      | 4e           | Disqualifié | Disqualifié  | Disqualifié | Disqualifié   |           |

| Rang                      | Dossard                                    | Athlète                                    | Catégorie | Pays         | 1re manche   | 1re manche  | 2e manche   | 2e manche   | Total         | Total     |
| Rang                      | Dossard                                    | Athlète                                    | Catégorie | Pays         | Temps        | Rang        | Temps       | Rang        | Temps         | Écart     |
| ------------------------- | ------------------------------------------ | ------------------------------------------ | --------- | ------------ | ------------ | ----------- | ----------- | ----------- | ------------- | --------- |
| Médaille d'or, monde      | 27                                         | Giacomo Bertagnolli Guide : Andrea Ravelli | B3        | Italie       | 48 s 85      | 1er         | 46 s 53     | 1er         | 1 min 35 s 38 | —         |
| Médaille d'argent, monde  | 30                                         | Neil Simpson Guide : Rob Poth              | B3        | Royaume-Uni  | 50 s 49      | 2e          | 46 s 57     | 2e          | 1 min 37 s 06 | + 1 s 68  |
| Médaille de bronze, monde | 34                                         | Mingyu Hwang Guide : Sanghyun Jung         | B3        | Corée du Sud | 1 min 0 s 69 | 3e          | 58 s 12     | 3e          | 1 min 58 s 81 | + 23 s 43 |
|                           | 35                                         | Patrick Jensen Guide : Ethan Jackson       | B2        | Australie    | 1 min 5 s 90 | 4e          | Abandon     | Abandon     | Abandon       | Abandon   |
| 29                        | Hyacinthe Deleplace Guide : Roy Piccard    | B2                                         | France    | Disqualifié  | Disqualifié  | Disqualifié | Disqualifié | Disqualifié | Disqualifié   |           |
| 28                        | Michael Scharnagl Guide : Florian Erharter | B2                                         | Autriche  | Abandon      | Abandon      | Abandon     | Abandon     | Abandon     | Abandon       |           |
| 31                        | Michał Gołaś Guide : Kacper Walas          | B3                                         | Pologne   | Abandon      | Abandon      | Abandon     | Abandon     | Abandon     | Abandon       |           |
| 32                        | Johannes Aigner Guide : Matteo Fleischmann | B2                                         | Autriche  | Abandon      | Abandon      | Abandon     | Abandon     | Abandon     | Abandon       |           |
| 33                        | Marek Kubačka Guide : Mária Zaťovičová     | B1                                         | Slovaquie | Abandon      | Abandon      | Abandon     | Abandon     | Abandon     | Abandon       |           |

| Rang                      | Dossard                                | Athlète                                    | Catégorie | Pays         | 1re manche   | 1re manche | 2e manche    | 2e manche   | Total         | Total       |
| Rang                      | Dossard                                | Athlète                                    | Catégorie | Pays         | Temps        | Rang       | Temps        | Rang        | Temps         | Écart       |
| ------------------------- | -------------------------------------- | ------------------------------------------ | --------- | ------------ | ------------ | ---------- | ------------ | ----------- | ------------- | ----------- |
| Médaille d'or, monde      | 21                                     | Johannes Aigner Guide : Matteo Fleischmann | B2        | Autriche     | 52 s 79      | 1er        | 51 s 45      | 2e          | 1 min 44 s 24 | —           |
| Médaille d'argent, monde  | 32                                     | Giacomo Bertagnolli Guide : Andrea Ravelli | B3        | Italie       | 54 s 69      | 4e         | 51 s 20      | 1er         | 1 min 45 s 89 | + 1 s 65    |
| Médaille de bronze, monde | 22                                     | Michał Gołaś Guide : Kacper Walas          | B3        | Pologne      | 55 s 87      | 6e         | 52 s 61      | 3e          | 1 min 48 s 48 | + 4 s 24    |
| 4e                        | 18                                     | Hyacinthe Deleplace Guide : Roy Piccard    | B2        | France       | 54 s 67      | 3e         | 56 s 00      | 4e          | 1 min 50 s 67 | + 6 s 43    |
| 5e                        | 25                                     | Michael Scharnagl Guide : Florian Erharter | B2        | Autriche     | 55 s 21      | 5e         | 57 s 97      | 5e          | 1 min 53 s 18 | + 8 s 94    |
| 6e                        | 23                                     | Mingyu Hwang Guide : Sanghyun Jung         | B3        | Corée du Sud | 59 s 37      | 8e         | 1 min 2 s 44 | 6e          | 2 min 1 s 81  | + 17 s 57   |
| 7e                        | 24                                     | Patrick Jensen Guide : Ethan Jackson       | B2        | Australie    | 1 min 2 s 44 | 9e         | 1 min 5 s 85 | 7e          | 2 min 8 s 29  | + 24 s 05   |
|                           | 19                                     | Neil Simpson Guide : Rob Poth              | B3        | Royaume-Uni  | 53 s 97      | 2e         | Disqualifié  | Disqualifié | Disqualifié   | Disqualifié |
| 26                        | Marek Kubačka Guide : Mária Zaťovičová | B1                                         | Slovaquie | 56 s 75      | 7e           | Abandon    | Abandon      | Abandon     | Abandon       |             |

### Femmes

#### Assise
| Rang                     | Dossard         | Athlète            | Catégorie  | Pays       | Temps        | Écart        |
| ------------------------ | --------------- | ------------------ | ---------- | ---------- | ------------ | ------------ |
| Médaille d'or, monde     | 13              | Barbara van Bergen | LW11       | Pays-Bas   | 55 s 29      | —            |
| Médaille d'argent, monde | 12              | Anna-Lena Forster  | LW12-1     | Allemagne  | 57 s 86      | + 2 s 57     |
|                          | 14              | Saylor O'Brien     | LW12-1     | États-Unis | Non-partante | Non-partante |
| 15                       | Laurie Stephens | LW12-1             | États-Unis |            | Non-partante | Non-partante |

| Rang                      | Dossard | Athlète            | Catégorie | Pays       | Temps         | Écart     |
| ------------------------- | ------- | ------------------ | --------- | ---------- | ------------- | --------- |
| Médaille d'or, monde      | 16      | Anna-Lena Forster  | LW12-1    | Allemagne  | 1 min 7 s 57  | —         |
| Médaille d'argent, monde  | 17      | Laurie Stephens    | LW12-1    | États-Unis | 1 min 10 s 31 | + 2 s 74  |
| Médaille de bronze, monde | 18      | Saylor O'Brien     | LW12-1    | États-Unis | 1 min 18 s 26 | + 10 s 69 |
|                           | 15      | Barbara van Bergen | LW11      | Pays-Bas   | Abandon       | Abandon   |

| Rang                      | Dossard             | Athlète            | Catégorie  | Pays       | 1re manche    | 1re manche | 2e manche     | 2e manche | Total         | Total     |
| Rang                      | Dossard             | Athlète            | Catégorie  | Pays       | Temps         | Rang       | Temps         | Rang      | Temps         | Écart     |
| ------------------------- | ------------------- | ------------------ | ---------- | ---------- | ------------- | ---------- | ------------- | --------- | ------------- | --------- |
| Médaille d'or, monde      | 20                  | Anna-Lena Forster  | LW12-1     | Allemagne  | 1 min 5 s 23  | 1re        | 1 min 8 s 97  | 1re       | 2 min 14 s 20 | —         |
| Médaille d'argent, monde  | 22                  | Laurie Stephens    | LW12-1     | États-Unis | 1 min 8 s 72  | 3e         | 1 min 18 s 18 | 2e        | 2 min 26 s 90 | + 12 s 70 |
| Médaille de bronze, monde | 25                  | Nette Kiviranta    | LW11       | Finlande   | 1 min 8 s 33  | 2e         | 1 min 19 s 67 | 3e        | 2 min 28 s 00 | + 13 s 80 |
| 4e                        | 27                  | Aika Kishimoto     | LW11       | Japon      | 1 min 20 s 16 | 4e         | 1 min 28 s 35 | 4e        | 2 min 48 s 51 | + 34 s 31 |
|                           | 21                  | Barbara van Bergen | LW11       | Pays-Bas   | Abandon       | Abandon    | Abandon       | Abandon   | Abandon       | Abandon   |
| 23                        | Audrey Pascual Seco | LW12-2             | Espagne    |            | Abandon       | Abandon    | Abandon       | Abandon   | Abandon       | Abandon   |
| 24                        | Saylor O'Brien      | LW12-1             | États-Unis |            | Abandon       | Abandon    | Abandon       | Abandon   | Abandon       | Abandon   |
| 26                        | Norika Harada       | LW12-1             | Japon      |            | Abandon       | Abandon    | Abandon       | Abandon   | Abandon       | Abandon   |

| Rang                     | Dossard         | Athlète             | Catégorie  | Pays          | 1re manche    | 1re manche | 2e manche     | 2e manche | Total         | Total     |
| Rang                     | Dossard         | Athlète             | Catégorie  | Pays          | Temps         | Rang       | Temps         | Rang      | Temps         | Écart     |
| ------------------------ | --------------- | ------------------- | ---------- | ------------- | ------------- | ---------- | ------------- | --------- | ------------- | --------- |
| Médaille d'or, monde     | 20              | Anna-Lena Forster   | LW12-1     | Allemagne     | 56 s 90       | 1re        | 56 s 76       | 1re       | 1 min 53 s 66 | —         |
| Médaille d'argent, monde | 22              | Audrey Pascual Seco | LW12-2     | Espagne       | 1 min 4 s 66  | 2e         | 1 min 14 s 62 | 2e        | 2 min 19 s 28 | + 25 s 62 |
|                          | 23              | Laurie Stephens     | LW12-1     | États-Unis    | 1 min 10 s 30 | 3e         | Abandon       | Abandon   | Abandon       | Abandon   |
| 24                       | Nette Kiviranta | LW11                | Finlande   | 1 min 10 s 56 | 4e            |            | Abandon       | Abandon   | Abandon       | Abandon   |
| 22                       | Saylor O'Brien  | LW12-1              | États-Unis | Abandon       | Abandon       | Abandon    | Abandon       | Abandon   | Abandon       |           |
| 25                       | Norika Harada   | LW12-1              | Japon      | Abandon       | Abandon       | Abandon    | Abandon       | Abandon   | Abandon       |           |
| 26                       | Aika Kishimoto  | LW11                | Japon      | Abandon       | Abandon       | Abandon    | Abandon       | Abandon   | Abandon       |           |

| Rang                      | Dossard | Athlète           | Catégorie | Pays       | 1re manche    | 1re manche | 2e manche     | 2e manche | Total         | Total     |
| Rang                      | Dossard | Athlète           | Catégorie | Pays       | Temps         | Rang       | Temps         | Rang      | Temps         | Écart     |
| ------------------------- | ------- | ----------------- | --------- | ---------- | ------------- | ---------- | ------------- | --------- | ------------- | --------- |
| Médaille d'or, monde      | 15      | Anna-Lena Forster | LW12-1    | Allemagne  | 1 min 3 s 58  | 1re        | 59 s 55       | 1re       | 2 min 3 s 13  | —         |
| Médaille d'argent, monde  | 17      | Laurie Stephens   | LW12-1    | États-Unis | 1 min 7 s 11  | 2e         | 1 min 10 s 60 | 2e        | 2 min 17 s 71 | + 14 s 58 |
| Médaille de bronze, monde | 16      | Saylor O'Brien    | LW12-1    | États-Unis | 1 min 11 s 61 | 3e         | 1 min 17 s 26 | 3e        | 2 min 28 s 87 | + 25 s 74 |

#### Debout
| Rang                      | Dossard | Athlète            | Catégorie | Pays       | Temps        | Écart    |
| ------------------------- | ------- | ------------------ | --------- | ---------- | ------------ | -------- |
| Médaille d'or, monde      | 8       | Anna-Maria Rieder  | LW9-1     | Allemagne  | 55 s 35      | —        |
| Médaille d'argent, monde  | 7       | Aurélie Richard    | LW6/8-2   | France     | 56 s 27      | + 0 s 92 |
| Médaille de bronze, monde | 6       | Frédérique Turgeon | LW2       | Canada     | 56 s 64      | + 1 s 29 |
| 4e                        | 5       | Andrea Rothfuss    | LW6/8-2   | Allemagne  | 57 s 02      | + 1 s 67 |
| 5e                        | 9       | Vanesa Gašková     | LW5/7-1   | Slovaquie  | 1 min 0 s 28 | + 4 s 93 |
| 6e                        | 10      | Allie Johnson      | LW6/8-1   | États-Unis | 1 min 0 s 56 | + 5 s 21 |
| 7e                        | 11      | Sheyne Vaspi       | LW2       | Israël     | 1 min 1 s 25 | + 5 s 90 |

| Rang                      | Dossard | Athlète            | Catégorie | Pays       | Temps         | Écart     |
| ------------------------- | ------- | ------------------ | --------- | ---------- | ------------- | --------- |
| Médaille d'or, monde      | 7       | Ebba Årsjö         | LW4       | Suède      | 1 min 0 s 91  | —         |
| Médaille d'argent, monde  | 10      | Andrea Rothfuss    | LW6/8-2   | Allemagne  | 1 min 5 s 06  | + 4 s 15  |
| Médaille de bronze, monde | 8       | Anna-Maria Rieder  | LW9-1     | Allemagne  | 1 min 5 s 33  | + 4 s 42  |
| 4e                        | 14      | Aurélie Richard    | LW6/8-2   | France     | 1 min 5 s 71  | + 4 s 80  |
| 5e                        | 9       | Frédérique Turgeon | LW2       | Canada     | 1 min 6 s 84  | + 5 s 93  |
| 6e                        | 13      | Vanesa Gašková     | LW5/7-1   | Slovaquie  | 1 min 9 s 89  | + 8 s 98  |
| 7e                        | 12      | Allie Johnson      | LW6/8-1   | États-Unis | 1 min 11 s 66 | + 10 s 75 |
| 8e                        | 11      | Sheyne Vaspi       | LW2       | Israël     | 1 min 14 s 92 | + 14 s 01 |

| Rang                      | Dossard                       | Athlète            | Catégorie | Pays       | 1re manche    | 1re manche | 2e manche     | 2e manche | Total         | Total     |
| Rang                      | Dossard                       | Athlète            | Catégorie | Pays       | Temps         | Rang       | Temps         | Rang      | Temps         | Écart     |
| ------------------------- | ----------------------------- | ------------------ | --------- | ---------- | ------------- | ---------- | ------------- | --------- | ------------- | --------- |
| Médaille d'or, monde      | 14                            | Ebba Årsjö         | LW4       | Suède      | 59 s 07       | 1re        | 1 min 2 s 09  | 1re       | 2 min 1 s 16  | —         |
| Médaille d'argent, monde  | 10                            | Anna-Maria Rieder  | LW9-1     | Allemagne  | 1 min 1 s 58  | 2e         | 1 min 4 s 34  | 2e        | 2 min 5 s 92  | + 4 s 76  |
| Médaille de bronze, monde | 16                            | Andrea Rothfuss    | LW6/8-2   | Allemagne  | 1 min 1 s 93  | 3e         | 1 min 5 s 93  | 3e        | 2 min 7 s 86  | + 6 s 70  |
| 4e                        | 15                            | Aurélie Richard    | LW6/8-2   | France     | 1 min 2 s 34  | 4e         | 1 min 6 s 14  | 4e        | 2 min 8 s 48  | + 7 s 32  |
| 5e                        | 12                            | Allie Johnson      | LW6/8-1   | États-Unis | 1 min 8 s 79  | 5e         | 1 min 12 s 61 | 5e        | 2 min 21 s 40 | + 20 s 24 |
| 6e                        | 17                            | Lucija Smetiško    | LW6/8-2   | Croatie    | 1 min 8 s 99  | 6e         | 1 min 14 s 49 | 7e        | 2 min 23 s 48 | + 22 s 32 |
| 7e                        | 18                            | Vanesa Gašková     | LW5/7-1   | Slovaquie  | 1 min 10 s 80 | 7e         | 1 min 14 s 39 | 6e        | 2 min 25 s 19 | + 24 s 03 |
| 8e                        | 13                            | Sheyne Vaspi       | LW2       | Israël     | 1 min 17 s 82 | 8e         | 1 min 20 s 86 | 8e        | 2 min 38 s 68 | + 37 s 52 |
|                           | 11                            | Frédérique Turgeon | LW2       | Canada     | Abandon       | Abandon    | Abandon       | Abandon   | Abandon       | Abandon   |
| 19                        | María Martín-Granizo Ferreiro | LW2                | Espagne   |            | Abandon       | Abandon    | Abandon       | Abandon   | Abandon       | Abandon   |

| Rang                      | Dossard                       | Athlète           | Catégorie | Pays       | 1re manche    | 1re manche | 2e manche     | 2e manche | Total         | Total     |
| Rang                      | Dossard                       | Athlète           | Catégorie | Pays       | Temps         | Rang       | Temps         | Rang      | Temps         | Écart     |
| ------------------------- | ----------------------------- | ----------------- | --------- | ---------- | ------------- | ---------- | ------------- | --------- | ------------- | --------- |
| Médaille d'or, monde      | 16                            | Ebba Årsjö        | LW4       | Suède      | 54 s 65       | 1re        | 49 s 62       | 1re       | 1 min 44 s 27 | —         |
| Médaille d'argent, monde  | 17                            | Aurélie Richard   | LW6/8-2   | France     | 1 min 0 s 31  | 3e         | 56 s 99       | 2e        | 1 min 57 s 30 | + 13 s 03 |
| Médaille de bronze, monde | 11                            | Andrea Rothfuss   | LW6/8-2   | Allemagne  | 1 min 0 s 84  | 4e         | 58 s 29       | 3e        | 1 min 59 s 13 | + 14 s 86 |
| 4e                        | 12                            | Lucija Smetiško   | LW6/8-2   | Croatie    | 1 min 5 s 74  | 5e         | 1 min 2 s 23  | 4e        | 2 min 7 s 97  | + 23 s 70 |
| 5e                        | 15                            | Allie Johnson     | LW6/8-1   | États-Unis | 1 min 9 s 82  | 6e         | 1 min 6 s 12  | 5e        | 2 min 15 s 94 | + 31 s 67 |
| 6e                        | 18                            | Vanesa Gašková    | LW5/7-1   | Slovaquie  | 1 min 12 s 44 | 7e         | 1 min 11 s 28 | 6e        | 2 min 23 s 72 | + 39 s 45 |
|                           | 10                            | Anna-Maria Rieder | LW9-1     | Allemagne  | 58 s 85       | 2e         | Abandon       | Abandon   | Abandon       | Abandon   |
| 13                        | Sheyne Vaspi                  | LW2               | Israël    | Abandon    | Abandon       | Abandon    | Abandon       | Abandon   | Abandon       |           |
| 14                        | Frédérique Turgeon            | LW2               | Canada    | Abandon    | Abandon       | Abandon    | Abandon       | Abandon   | Abandon       |           |
| 19                        | María Martín-Granizo Ferreiro | LW2               | Espagne   | Abandon    | Abandon       | Abandon    | Abandon       | Abandon   | Abandon       |           |

| Rang                      | Dossard | Athlète            | Catégorie | Pays       | 1re manche   | 1re manche | 2e manche     | 2e manche | Total         | Total     |
| Rang                      | Dossard | Athlète            | Catégorie | Pays       | Temps        | Rang       | Temps         | Rang      | Temps         | Écart     |
| ------------------------- | ------- | ------------------ | --------- | ---------- | ------------ | ---------- | ------------- | --------- | ------------- | --------- |
| Médaille d'or, monde      | 7       | Ebba Årsjö         | LW4       | Suède      | 57 s 59      | 1re        | 1 min 0 s 85  | 1re       | 1 min 58 s 44 | —         |
| Médaille d'argent, monde  | 8       | Anna-Maria Rieder  | LW9-1     | Allemagne  | 1 min 0 s 36 | 2e         | 1 min 1 s 44  | 2e        | 2 min 1 s 80  | + 3 s 36  |
| Médaille de bronze, monde | 13      | Aurélie Richard    | LW6/8-2   | France     | 1 min 1 s 53 | 3e         | 1 min 1 s 93  | 3e        | 2 min 3 s 46  | + 5 s 02  |
| 4e                        | 10      | Frédérique Turgeon | LW2       | Canada     | 1 min 2 s 13 | 4e         | 1 min 5 s 84  | 5e        | 2 min 7 s 97  | + 9 s 53  |
| 5e                        | 9       | Andrea Rothfuss    | LW6/8-2   | Allemagne  | 1 min 2 s 89 | 5e         | 1 min 5 s 65  | 4e        | 2 min 8 s 54  | + 10 s 10 |
| 6e                        | 11      | Vanesa Gašková     | LW5/7-1   | Slovaquie  | 1 min 5 s 55 | 6e         | 1 min 16 s 32 | 7e        | 2 min 21 s 87 | + 23 s 43 |
| 7e                        | 12      | Allie Johnson      | LW6/8-1   | États-Unis | 1 min 8 s 74 | 7e         | 1 min 13 s 58 | 6e        | 2 min 22 s 32 | + 23 s 88 |
| 8e                        | 14      | Sheyne Vaspi       | LW2       | Israël     | 1 min 8 s 77 | 8e         | 1 min 20 s 24 | 8e        | 2 min 29 s 01 | + 30 s 57 |

#### Malvoyante
| Rang                      | Dossard | Athlète                                 | Catégorie | Pays         | Temps   | Écart    |
| ------------------------- | ------- | --------------------------------------- | --------- | ------------ | ------- | -------- |
| Médaille d'or, monde      | 3       | Chiara Mazzel Guide : Fabrizio Casal    | B2        | Italie       | 53 s 91 | —        |
| Médaille d'argent, monde  | 4       | Martina Vozza Guide : Ylenia Sabidussi  | B2        | Italie       | 55 s 04 | + 1 s 13 |
| Médaille de bronze, monde | 1       | Alexandra Rexová Guide : Eva Trajčíková | B2        | Slovaquie    | 56 s 43 | + 2 s 52 |
| 4e                        | 2       | Sara Choi Guide : Junhyeong Kim         | B2        | Corée du Sud | 56 s 66 | + 2 s 75 |

| Rang                      | Dossard | Athlète                                 | Catégorie | Pays         | Temps        | Écart    |
| ------------------------- | ------- | --------------------------------------- | --------- | ------------ | ------------ | -------- |
| Médaille d'or, monde      | 1       | Chiara Mazzel Guide : Fabrizio Casal    | B2        | Italie       | 1 min 0 s 40 | —        |
| Médaille d'argent, monde  | 3       | Martina Vozza Guide : Ylenia Sabidussi  | B2        | Italie       | 1 min 3 s 79 | + 3 s 39 |
| Médaille de bronze, monde | 2       | Eva Nikou Guide : Dimitris Profentzas   | B2        | Grèce        | 1 min 4 s 91 | + 4 s 51 |
| 4e                        | 5       | Menna Fitzpatrick Guide : Katie Guest   | B2        | Royaume-Uni  | 1 min 6 s 27 | + 5 s 87 |
| 5e                        | 6       | Sara Choi Guide : Junhyeong Kim         | B2        | Corée du Sud | 1 min 8 s 39 | + 7 s 99 |
|                           | 4       | Alexandra Rexová Guide : Eva Trajčíková | B2        | Slovaquie    | Abandon      | Abandon  |

| Rang                      | Dossard                                | Athlète                                   | Catégorie | Pays         | 1re manche   | 1re manche | 2e manche    | 2e manche | Total         | Total     |
| Rang                      | Dossard                                | Athlète                                   | Catégorie | Pays         | Temps        | Rang       | Temps        | Rang      | Temps         | Écart     |
| ------------------------- | -------------------------------------- | ----------------------------------------- | --------- | ------------ | ------------ | ---------- | ------------ | --------- | ------------- | --------- |
| Médaille d'or, monde      | 7                                      | Veronika Aigner Guide : Elisabeth Aigner  | B2        | Autriche     | 57 s 39      | 1re        | 1 min 1 s 02 | 1re       | 1 min 58 s 41 | —         |
| Médaille d'argent, monde  | 3                                      | Menna Fitzpatrick Guide : Katie Guest     | B2        | Royaume-Uni  | 59 s 31      | 3e         | 1 min 4 s 33 | 5e        | 2 min 3 s 64  | + 5 s 23  |
| Médaille de bronze, monde | 1                                      | Barbara Aigner Guide : Klara Sykora       | B2        | Autriche     | 1 min 1 s 49 | 4e         | 1 min 4 s 13 | 4e        | 2 min 5 s 62  | + 7 s 21  |
| 4e                        | 4                                      | Eva Nikou Guide : Dimitris Profentzas     | B2        | Grèce        | 1 min 2 s 29 | 5e         | 1 min 4 s 04 | 3e        | 2 min 6 s 33  | + 7 s 92  |
| 5e                        | 5                                      | Elina Stary Guide : Anna-Jacqueline Stoss | B2        | Autriche     | 1 min 2 s 74 | 7e         | 1 min 3 s 79 | 2e        | 2 min 6 s 53  | + 8 s 12  |
| 6e                        | 6                                      | Alexandra Rexová Guide : Eva Trajčíková   | B2        | Slovaquie    | 1 min 2 s 69 | 6e         | 1 min 6 s 10 | 6e        | 2 min 8 s 79  | + 10 s 38 |
| 7e                        | 9                                      | Sara Choi Guide : Junhyeong Kim           | B2        | Corée du Sud | 1 min 7 s 50 | 8e         | 1 min 9 s 30 | 7e        | 2 min 16 s 80 | + 18 s 39 |
|                           | 8                                      | Chiara Mazzel Guide : Fabrizio Casal      | B2        | Italie       | 58 s 91      | 2e         | Abandon      | Abandon   | Abandon       | Abandon   |
| 2                         | Martina Vozza Guide : Ylenia Sabidussi | B2                                        | Italie    | Abandon      | Abandon      | Abandon    | Abandon      | Abandon   | Abandon       |           |

| Rang                      | Dossard                                   | Athlète                                  | Catégorie    | Pays          | 1re manche | 1re manche | 2e manche    | 2e manche    | Total         | Total        |
| Rang                      | Dossard                                   | Athlète                                  | Catégorie    | Pays          | Temps      | Rang       | Temps        | Rang         | Temps         | Écart        |
| ------------------------- | ----------------------------------------- | ---------------------------------------- | ------------ | ------------- | ---------- | ---------- | ------------ | ------------ | ------------- | ------------ |
| Médaille d'or, monde      | 8                                         | Veronika Aigner Guide : Elisabeth Aigner | B2           | Autriche      | 54 s 41    | 1re        | 54 s 42      | 1re          | 1 min 46 s 83 | —            |
| Médaille d'argent, monde  | 1                                         | Barbara Aigner Guide : Klara Sykora      | B2           | Autriche      | 56 s 58    | 3e         | 53 s 57      | 2e           | 1 min 50 s 15 | + 3 s 32     |
| Médaille de bronze, monde | 6                                         | Menna Fitzpatrick Guide : Katie Guest    | B2           | Royaume-Uni   | 55 s 64    | 2e         | 56 s 64      | 3e           | 1 min 52 s 28 | + 5 s 45     |
| 4e                        | 4                                         | Alexandra Rexová Guide : Eva Trajčíková  | B2           | Slovaquie     | 58 s 18    | 5e         | 57 s 10      | 4e           | 1 min 55 s 28 | + 8 s 45     |
| 5e                        | 5                                         | Chiara Mazzel Guide : Fabrizio Casal     | B2           | Italie        | 58 s 13    | 4e         | 57 s 71      | 5e           | 1 min 55 s 84 | + 9 s 01     |
|                           | 2                                         | Eva Nikou Guide : Dimitris Profentzas    | B2           | Grèce         | 58 s 18    | 5e         | Disqualifiée | Disqualifiée | Disqualifiée  | Disqualifiée |
| 9                         | Sara Choi Guide : Junhyeong Kim           | B2                                       | Corée du Sud | 1 min 22 s 46 | 7e         | Abandon    | Abandon      | Abandon      | Abandon       |              |
| 3                         | Martina Vozza Guide : Ylenia Sabidussi    | B2                                       | Italie       | Abandon       | Abandon    | Abandon    | Abandon      | Abandon      | Abandon       |              |
| 7                         | Elina Stary Guide : Anna-Jacqueline Stoss | B2                                       | Autriche     | Abandon       | Abandon    | Abandon    | Abandon      | Abandon      | Abandon       |              |

| Rang                      | Dossard                                | Athlète                                 | Catégorie | Pays         | 1re manche   | 1re manche | 2e manche    | 2e manche | Total         | Total     |
| Rang                      | Dossard                                | Athlète                                 | Catégorie | Pays         | Temps        | Rang       | Temps        | Rang      | Temps         | Écart     |
| ------------------------- | -------------------------------------- | --------------------------------------- | --------- | ------------ | ------------ | ---------- | ------------ | --------- | ------------- | --------- |
| Médaille d'or, monde      | 5                                      | Chiara Mazzel Guide : Fabrizio Casal    | B2        | Italie       | 58 s 54      | 1re        | 1 min 1 s 41 | 3e        | 1 min 59 s 95 | —         |
| Médaille d'argent, monde  | 6                                      | Alexandra Rexová Guide : Eva Trajčíková | B2        | Slovaquie    | 1 min 1 s 27 | 4e         | 59 s 70      | 1re       | 2 min 0 s 97  | + 1 s 02  |
| Médaille de bronze, monde | 1                                      | Eva Nikou Guide : Dimitris Profentzas   | B2        | Grèce        | 1 min 1 s 61 | 5e         | 59 s 80      | 2e        | 2 min 1 s 41  | + 1 s 46  |
| 4e                        | 3                                      | Sara Choi Guide : Junhyeong Kim         | B2        | Corée du Sud | 1 min 5 s 08 | 6e         | 1 min 5 s 58 | 4e        | 2 min 10 s 66 | + 10 s 71 |
|                           | 2                                      | Menna Fitzpatrick Guide : Katie Guest   | B2        | Royaume-Uni  | 59 s 76      | 2e         | Abandon      | Abandon   | Abandon       | Abandon   |
| 4                         | Martina Vozza Guide : Ylenia Sabidussi | B2                                      | Italie    | 1 min 1 s 11 | 3e           |            | Abandon      | Abandon   | Abandon       | Abandon   |